# Portugaliæ Musica
Portugaliæ Musica é uma série de partituras que contêm as obras reliogiosas e seculares desde o século XVI até ao XVIII. A série começou a ser publicada pela Fundação Calouste Gulbenkian em 1959.

## Conteúdo
Volume / Título / Compositor / Ano de publicação etc. / volumes separados (= S)
- 01. Flores de Música para o Instrumento de Tecla e Harpa (Lisboa, 1620), Vol. I / Manuel Rodrigues Coelho / 1976 / ISBN 972-666-013-0
- 02. 
  - L'Amore Industrioso (1769). partes de orquestra / João de Sousa Carvalho / 1964 / ISBN 972-666-058-0
  - L'Amore Industrioso (1769). Partitura / João de Sousa Carvalho / 1964 / ISBN 972-666-058-0
- 03. Flores de Música para o Instrumento de Tecla e Harpa (Lisboa, 1620), Vol. II / Manuel Rodrigues Coelho / 1999 / ISBN 972-666-070-X
- 04. Várias Obras de Música Religiosa 'A Cappella' / Estêvão Lopes Morago / 1961
- 05. Liber Primus Missarum (Lisboa, 1625), Vol. I / Frei Manuel Cardoso / 1998 / ISBN 972-666-074-2
- 06. Liber Primus Missarum (Lisboa, 1625), Vol. II / Frei Manuel Cardoso / 1962 / ISBN 972-666-020-3
- 07. Tenção. Arte de Música Contrapontística para Tecla (século XVII) / João da Costa de Lisboa / 1977 / ISBN 972-666-042-4
- 08. 
  - Sinfonia nº 1, em Mi bemol Maior, Op. 11. partes de orquestra / João Domingos Bomtempo / 1963
  - Sinfonia nº 1, em Mi bemol Maior, Op. 11. partitura / João Domingos Bomtempo / 1963
- 09. 
  - Il Duca di Foix (1805). partes de orquestra / Marcos Portugal / 1964
  - Il Duca di Foix (1805). Partitura / Marcos Portugal / 1964
- 10. 80 Sonatas para Instrumentos de Tecla / Carlos Seixas / 1992 / ISBN 972-666-053-X
- 11. Livro de Obras de Órgão (1695) / Frei Roque da Conceição / 1998 / ISBN 972-666-049-1
- 12. 
  - La Spinalba ovvero Il Vechio Matto. partes de orquestra / Francisco António de Almeida / 1969 / ISBN 972-666-041-6
  - La Spinalba ovvero Il Vechio Matto. Partitura / Francisco António de Almeida / 1969
  - La Spinalba ovvero Il Vechio Matto. redução para piano e voz / Francisco António de Almeida / 1969 / ISBN 972-666-041-6
- 13. Livro de Vários Motetes (Lisboa, 1648) / Frei Manuel Cardoso / 1968 / ISBN 972-666-024-6
- 14.
  - Penélope (1782). partes de orquestra / João de Sousa Carvalho / 1968
  - Penélope (1782). Partitura / João de Sousa Carvalho / 1968
- 15.
  - Concerto em Lá Maior para Cravo e Orquestra de Arcos. partes de orquestra / Carlos Seixas / 1986 / ISBN 972-666-011-4
  - Concerto em Lá Maior para Cravo e Orquestra de Arcos. Partitura / Carlos Seixas / 1986 / ISBN 972-666-011-4
- 16. 
  - Abertura em Ré Maior. partes de orquestra / Carlos Seixas / 1986 / ISBN 972-666-005-X
  - Abertura em Ré Maior. Partitura / Carlos Seixas / 1986 / ISBN 972-666-005-X
- 17. 
  - Sinfonia em Si bemol Maior para Orquestra de Arcos. partes de orquestra / Carlos Seixas / 1986 / ISBN 972-666-039-4
  - Sinfonia em Si bemol Maior para Orquestra de Arcos. Partitura / Carlos Seixas / 1986 / ISBN 972-666-039-4
- 18. 
  - Nocturno para Orquestra Sinfónica. partes de orquestra / António Fragoso / 1968
  - Nocturno para Orquestra Sinfónica. Partitura / António Fragoso / 1968
- 19. Antologia de Organistas do Século XVI / Vários / 1998 / ISBN 972-666-051-3
- 20. Liber Secundus Missarum / Frei Manuel Cardoso / 1970 / ISBN 972-666-021-1
- 21. Obras Diversas, vol. I / Estêvão de Brito / 1972 / ISBN 972-666-026-2
- 22. Liber Tertius Missarum / Frei Manuel Cardoso / 1973 / ISBN 972-666-022-X
- 23. 
  - Le Nozze d' Ercole ed Ebe (1795). partes de orquestra / Jerónimo Francisco de Lima / 1973
  - Le Nozze d' Ercole ed Ebe (1795). Partitura / Jerónimo Francisco de Lima / 1973
- 24. Trovas para Canto e Piano / Francisco de Lacerda / 1973 / ISBN 972-666-046-7
- 25. Obras Selectas para Órgão (MS 964 da Biblioteca Pública de Braga) / Vários / 1998 / ISBN 972-666-052-1
- 26. Cantica Beatae Mariae Virginis (Magnificat) / Frei Manuel Cardoso / 1974 / ISBN 972-666-010-6
- 27. Liber Missarum / Filipe de Magalhães / 1975 / ISBN 972-666-018-1
- 28. Romances e Canções a 3 e 4 Vozes Mistas / Manuel Machado / 1998 / ISBN 972-666-037-8
- 29. Vilancicos Portugueses (séc. XVI e XVII) / Vários / 1976 / ISBN 972-666-047-5
- 30. Obras Diversas, vol. II / Estêvão de Brito / 1976 / ISBN 972-666-027-0
- 31. Cancioneiro Musical d'Elvas (séc. XVI) / Vários / 1992 / ISBN 972-666-062-9
- 32. Opera Omnia / Diogo Dias Melgaz / 1978 / ISBN 972-666-032-7
- 33. Obras Selectas / João Rodrigues Esteves / 1980 / ISBN 972-666-029-7
- 34. 25 Sonatas para Instrumentos de Tecla / Carlos Seixas / 1998 / ISBN 972-666-048-3
- 35. Obras para Piano / João Domingos Bomtempo / 1980 / ISBN 972-666-028-9
- 36. 12 Sonatas para Cravo / Francisco Xavier Baptista / 1981 / ISBN 972-666-012-2
- 37. Antologia de Polifonia Portuguesa (1490–1680) / Vários / 1982 / ISBN 972-666-060-2
- 38. Sonatas para Tecla do Século XVIII / Vários / 1982 / ISBN 972-666-040-8
- 39. Psalmi tum Vesperarum, tum Completorii: Item Magnificat Lamentationes e Miserere, Vol. I / João Lourenço Rebelo / 1982 / ISBN 972-666-035-1
- 40. Psalmi tum Vesperarum, tum Completorii: Item Magnificat Lamentationes e Miserere, Vol. II / João Lourenço Rebelo / 1982 / ISBN 972-666-036-X
- 41. Psalmi tum Vesperarum, tum Completorii: Item Magnificat Lamentationes e Miserere, Vol. III / João Lourenço Rebelo / 1982 / ISBN 972-666-055-6
- 42. Psalmi tum Vesperarum, tum Completorii: Item Magnificat Lamentationes e Miserere, Vol. IV / João Lourenço Rebelo / 1982 / ISBN 972-666-054-8
- 43. Vilancicos do Século XVIII do Mosteiro de Santa Cruz de Coimbra / Anónimos / 1983 / ISBN 972-666-061-0
- 44. Modinhas Luso-Brasileiras / Vários / 1984 / ISBN 972-666-057-2
- 45. Fugas para Órgão do Século XVIII / José da Madre de Deus / 1984 / ISBN 972-666-014-9
- 46. Vilancicos e Tonos / António Marques Lésbio / 1985 / ISBN 972-666-002-5
- 47. Vilancetes, Cantigas e Romances do Século XVI / Anónimos / 1986 / ISBN 972-666-063-7
- 48. Trente-Six Histoires pour Amuser les Enfants d'un Artiste / Francisco de Lacerda / 1986 / ISBN 972-666-064-5
- 49. Obras Sacras / Gaspar Fernandes / 1990 / ISBN 972-666-003-3
- 50. Obras Litúrgicas (vol. I: Livro de Vésperas, vol II: Livro da Quaresma) / Francisco Martins / 1991 / ISBN 972-666-056-4
- 51. Livro de Antífonas, Missas e Motetes / Francisco Garro / 1998 / ISBN 972-666-069-6
- 52. Cantatas Humanas a Solo, 1ª parte (1723) /  Jaime de la Té y Sagau / 1999 / ISBN 972-666-073-4

Volumes separados
- S 01. Terceiro Tento do Primeiro Tom / Manuel Rodrigues Coelho / 1959
- S 05, 06, 13, 22. Obras Várias I / Frei Manuel Cardoso / 1976 / ISBN 972-666-030-0
- S 20, 26. Obras Várias II / Frei Manuel Cardoso / 1976 / ISBN 972-666-031-9
- S 27. Missa de Beata Virgine Maria / Filipe de Magalhães / 1976 / ISBN 972-666-065-3
- S 31. Cancioneiro Musical d'Elvas (séc. XVI) / Vários / 1977 / ISBN 972-666-067-X
- S 47. Vilancetes, Cantigas e Romances do Século XVI / Vários / 1986 / ISBN 972-666-068-8